# Zugol

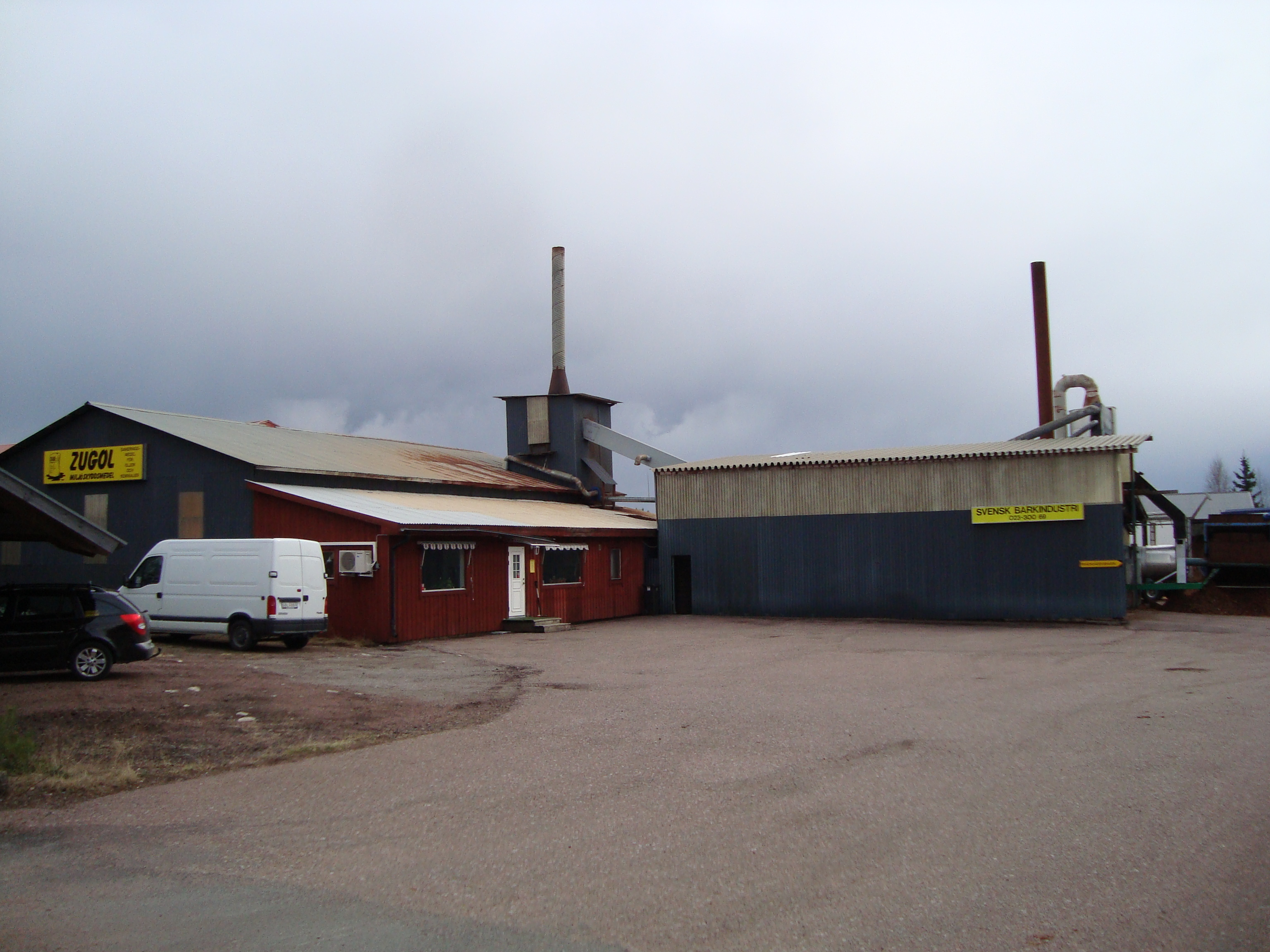
Zugols fabrik i Österå

Zugol är ett saneringsmedel tillverkat av furubark. Det används primärt vid oljesanering till att suga upp oljespill. Produktens sammansättning medverkar till biologisk nedbrytning av oljan.[källa behövs] Produkten tillverkas av Zugol AB Svensk Barkindustri i Österå i Falu kommun.